# Alassio Cup
Alassio Cup (também conhecido por Torneio de Alassio de Voleibol) foi um campeonato amistoso de vôlei feminino disputado em 2013 na cidade de Alassio, na Itália. A competição foi um quadrangular, onde todas as equipes enfrentaram-se e o vencedor foi aquele com o maior número de pontos ou, em caso de empate, um maior set average ou point average. O Brasil foi a seleção campeã deste torneio.
No Brasil, a transmissão do torneio foi realizada pelo canal ESPN.

## Histórico
| Ano           | Sede            | Campeão | Vice   | 3.º lugar | 4.º lugar |
| ------------- | --------------- | ------- | ------ | --------- | --------- |
| 2013 Detalhes | Alassio, Itália | Brasil  | Itália | Turquia   | Japão     |

## Partidas
| 7 de junho de 2013 Relatório: | Brasil | 3–0   | Turquia | Alassio, Itália |
| 7 de junho de 2013 Relatório: | 25     | Set 1 | 15      | Alassio, Itália |
| 7 de junho de 2013 Relatório: | 25     | Set 2 | 21      | Alassio, Itália |
| 7 de junho de 2013 Relatório: | 25     | Set 3 | 14      | Alassio, Itália |
| 7 de junho de 2013 Relatório: | Set 4  |       |         | Alassio, Itália |
| 7 de junho de 2013 Relatório: | Set 5  |       |         | Alassio, Itália |

| 7 de junho de 2013 Relatório: | Itália | 2–3   | Japão | Alassio, Itália |
| 7 de junho de 2013 Relatório: | 27     | Set 1 | 15    | Alassio, Itália |
| 7 de junho de 2013 Relatório: | 21     | Set 2 | 25    | Alassio, Itália |
| 7 de junho de 2013 Relatório: | 18     | Set 3 | 25    | Alassio, Itália |
| 7 de junho de 2013 Relatório: | 25     | Set 4 | 21    | Alassio, Itália |
| 7 de junho de 2013 Relatório: | 13     | Set 5 | 15    | Alassio, Itália |

| 8 de junho de 2013 Relatório: | Brasil | 3–1   | Japão | Alassio, Itália |
| 8 de junho de 2013 Relatório: | 23     | Set 1 | 25    | Alassio, Itália |
| 8 de junho de 2013 Relatório: | 25     | Set 2 | 20    | Alassio, Itália |
| 8 de junho de 2013 Relatório: | 25     | Set 3 | 17    | Alassio, Itália |
| 8 de junho de 2013 Relatório: | 25     | Set 4 | 18    | Alassio, Itália |
| 8 de junho de 2013 Relatório: | Set 5  |       |       | Alassio, Itália |

| 8 de junho de 2013 Relatório: | Itália | 3–1   | Turquia | Alassio, Itália |
| 8 de junho de 2013 Relatório: | 19     | Set 1 | 25      | Alassio, Itália |
| 8 de junho de 2013 Relatório: | 25     | Set 2 | 15      | Alassio, Itália |
| 8 de junho de 2013 Relatório: | 25     | Set 3 | 21      | Alassio, Itália |
| 8 de junho de 2013 Relatório: | 28     | Set 4 | 26      | Alassio, Itália |
| 8 de junho de 2013 Relatório: | Set 5  |       |         | Alassio, Itália |

| 9 de junho de 2013 Relatório: | Japão | 0–3   | Turquia | Alassio, Itália |
| 9 de junho de 2013 Relatório: | 23    | Set 1 | 25      | Alassio, Itália |
| 9 de junho de 2013 Relatório: | 21    | Set 2 | 25      | Alassio, Itália |
| 9 de junho de 2013 Relatório: | 22    | Set 3 | 25      | Alassio, Itália |
| 9 de junho de 2013 Relatório: | Set 4 |       |         | Alassio, Itália |
| 9 de junho de 2013 Relatório: | Set 5 |       |         | Alassio, Itália |

| 9 de junho de 2013 Relatório: | Itália | 0–3   | Brasil | Alassio, Itália |
| 9 de junho de 2013 Relatório: | 18     | Set 1 | 25     | Alassio, Itália |
| 9 de junho de 2013 Relatório: | 17     | Set 2 | 25     | Alassio, Itália |
| 9 de junho de 2013 Relatório: | 10     | Set 3 | 25     | Alassio, Itália |
| 9 de junho de 2013 Relatório: | Set 4  |       |        | Alassio, Itália |
| 9 de junho de 2013 Relatório: | Set 5  |       |        | Alassio, Itália |

## Tabela Final
| Posição           | Equipe  |
| ----------------- | ------- |
| Medalha de ouro   | Brasil  |
| Medalha de prata  | Itália  |
| Medalha de bronze | Turquia |
| 4                 | Japão   |

## Premiação
| Alassio Cup de 2013 |
| ------------------- |
| Brasil (1.º título) |